# 970年代
970年代（きゅうひゃくななじゅうねんだい）は、西暦（ユリウス暦）970年から979年までの10年間を指す十年紀。

## できごと

### 970年
- 藤原伊尹、摂政就任。

### 972年
- 藤原兼通、関白就任。
- ローマ王オットー2世、東ローマ帝国皇女テオファヌと結婚。

### 973年
- デカン高原でタイラ2世がラーシュトラクータ朝を倒しチャールキヤ朝を再興する。
- オットー2世、父オットー1世の死に伴い神聖ローマ皇帝に即位。
- イブラヒム・イブン・ヤクブ、マクデブルクからプラハへの旅行（965年 - 971年）について記す。

### 976年
- 東ローマ帝国でバシレイオス2世が皇帝に即位（- 1025年）。東ローマ帝国は最盛期を迎える。
- 神聖ローマ帝国がオーストリアにバーベンベルク家の辺境伯領を設ける。

### 977年
- 藤原頼忠、関白就任。

### 979年
- 宋の太宗が北漢を滅ぼして中国統一する。